# Supt
Supt ist eine französische Gemeinde im Département Jura in der Region Bourgogne-Franche-Comté.

## Geographie
Supt liegt auf 642 m, etwa zwölf Kilometer nordnordöstlich der Stadt Champagnole (Luftlinie). Das Haufendorf erstreckt sich im Jura, auf dem Plateau des Angillon nördlich der Niederung der Doye, am Westfuß der Höhen der Forêt de la Joux.
Die Fläche des 13,97 km² großen Gemeindegebiets umfasst einen Abschnitt des französischen Juras. Der westliche Teil des Gebietes wird von einem Plateau eingenommen, das durchschnittlich auf 660 m liegt und überwiegend von Acker- und Wiesland bestanden ist. Entwässert wird das Gebiet durch die Doye, welche nordöstlich des Dorfes entspringt und danach durch eine Talaue zum Angillon (Zufluss des Ain) fließt. Nach Osten erstreckt sich das Gemeindeareal in das ausgedehnte Waldgebiet der Forêt de la Joux. Das Gelände steigt allmählich an und reicht bis an den Rand der Hochfläche des zweiten Juraplateaus (810 m). Untergliedert wird das Hochplateau durch ein Trockental, das sich gegen Norden hin öffnet. Auf einem Kamm der Forêt de la Joux im äußersten Osten des Gemeindebannes wird mit 881 m die höchste Erhebung von Supt erreicht.
Nachbargemeinden von Supt sind Montmarlon und Lemuy im Norden, Boujailles und Esserval-Tartre im Osten, Chapois im Süden sowie Andelot-en-Montagne im Westen.

## Geschichte
Erstmals urkundlich erwähnt wird Supt im 12. Jahrhundert. Kirchlich gehörte das Dorf zu Saint-Jean in Besançon. Im Jahr 1639 wurde es von den vorbeiziehenden Truppen des Herzogs Bernhard von Sachsen-Weimar geplündert und zerstört. Zusammen mit der Franche-Comté gelangte Supt mit dem Frieden von Nimwegen 1678 an Frankreich.

## Sehenswürdigkeiten

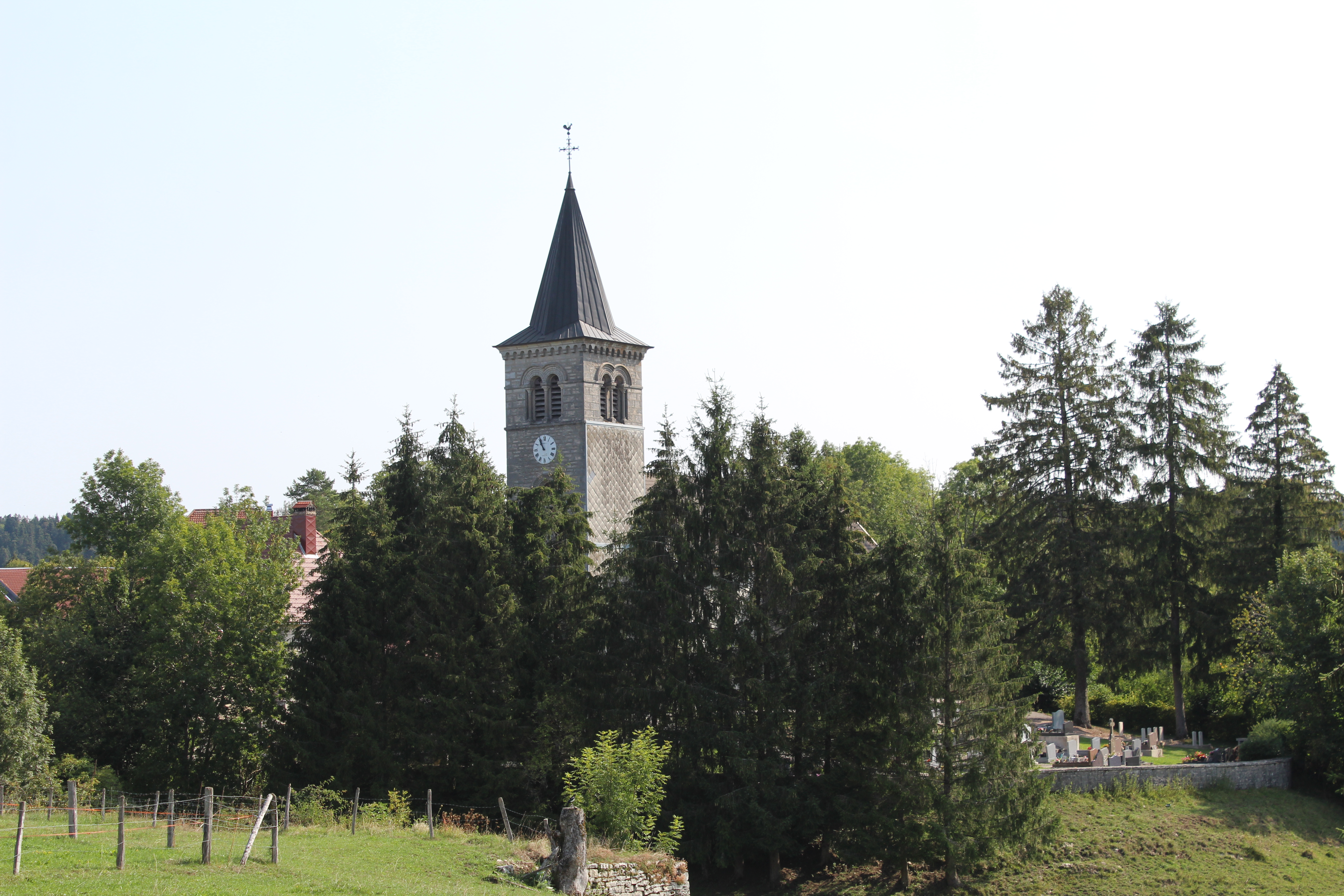
Turm der Kirche Saint-Étienne

Die Dorfkirche Saint-Étienne in Supt besitzt einen Chor aus dem 16. Jahrhundert. Zu den Natursehenswürdigkeiten zählen die Forêt de la Joux mit dem Sapin Président, einer 48 m hohen und mehr als 200 Jahre alten Tanne, und einem Arboretum.

## Bevölkerung
| Jahr                       | 1962 | 1968 | 1975 | 1982 | 1990 | 1999 | 2006 | 2018 |
| -------------------------- | ---- | ---- | ---- | ---- | ---- | ---- | ---- | ---- |
| Einwohner                  | 164  | 137  | 119  | 120  | 102  | 107  | 98   | 103  |
| Quellen: Cassini und INSEE |      |      |      |      |      |      |      |      |

Mit 108 Einwohnern (Stand 1. Januar 2022) gehört Supt zu den kleinsten Gemeinden des Départements Jura. Nachdem die Einwohnerzahl in der ersten Hälfte des 20. Jahrhunderts deutlich abgenommen hatte (1891 wurden noch 263 Personen gezählt), wurden seit Mitte der 1970er Jahre nur noch geringe Schwankungen verzeichnet.

## Wirtschaft und Infrastruktur
Supt war bis weit ins 20. Jahrhundert hinein ein vorwiegend durch die Landwirtschaft und die Forstwirtschaft geprägtes Dorf. Daneben gibt es heute einige Betriebe des lokalen Kleingewerbes, hauptsächlich der Holzverarbeitung. Viele Erwerbstätige sind auch Wegpendler, die in den größeren Ortschaften der Umgebung ihrer Arbeit nachgehen.
Die Ortschaft liegt abseits der größeren Durchgangsstraßen nahe einer Departementsstraße, die von Andelot-en-Montagne nach Censeau führt. Weitere Straßenverbindungen bestehen mit Chapois und Montmarlon. Das Gebiet wird von der Eisenbahnlinie Dijon – Frasne – Lausanne durchquert; der nächste Bahnhof befindet sich in Andelot-en-Montagne.